# Glemmer du ... - en film om demens
Glemmer du ... - en film om demens er en dansk oplysningsfilm fra 1989 instrueret af Marianne Kjær og Dola Bonfils.

## Handling
En oplysningsfilm om demens, hvor både fagfolk og pårørende kommer til orde. Seerne møder de demente på plejehjem og i deres eget hjem. De møder dem i forskellige situationer og sindsstemninger - i lyse glimt og i forvirringens labyrint.